# Lutzomyia stewarti
Lutzomyia stewarti är en tvåvingeart som först beskrevs av Mangabeira Fo O., Galindo P. 1944.  Lutzomyia stewarti ingår i släktet Lutzomyia och familjen fjärilsmyggor. Inga underarter finns listade i Catalogue of Life.